# Tōri Matsuzaka
Tōri Matsuzaka (松坂 桃李?, Matsuzaka Tōri; Kanagawa, 17 ottobre 1988) è un attore e modello giapponese.
Ha debuttato come Takeru Shiba/Shinken Red in Samurai Sentai Shinkenger; dopo questo ruolo è apparso in numerosi film e show televisivi.

## Filmografia

### Serie TV
| Anno | Titolo                                                                          | Network  | Note            |
| ---- | ------------------------------------------------------------------------------- | -------- | --------------- |
| 2009 | Samurai Sentai Shinkenger                                                       | TV Asahi | Protagonista    |
| 2009 | Kamen Rider Decade                                                              | TV Asahi | Episodi 24 e 25 |
| 2010 | Clone Baby                                                                      | TBS      |                 |
| 2010 | GOLD                                                                            | Fuji TV  |                 |
| 2011 | Asuko March!                                                                    | TV Asahi |                 |
| 2011 | Kaito Royale                                                                    | TBS      |                 |
| 2011 | Meitantei Conan - Kudō Shin'ichi e no chōsenjō                                  | NTV      | Episodio 9      |
| 2012 | Meitantei Conan Special Drama - Kudō Shin'ichi Kyōto Shinsengumi satsujin jiken | NTV, YTV |                 |
| 2012 | Umechan Sensei                                                                  | NHK      | Asadora         |
| 2012 | One no Kanata ni ~Chichi to Musuko no Nikkouki Tsuiraku Jikou                   | WOWOW    |                 |
| 2013 | Reverse~ Keishichō sōsaikka Team Z                                              | NTV      |                 |
| 2013 | TAKE FIVE                                                                       | TBS4     |                 |
| 2013 | Hana no Kusari                                                                  | Fuji TV  |                 |
| 2013 | Dandarin                                                                        | NTV      |                 |
| 2014 | Gunshi Kanbei                                                                   | NHK      | Taiga drama     |
| 2015 | Siren                                                                           | Fuji TV  |                 |
| 2016 | Yutori Desu ga Nani ka                                                          | NTV      |                 |
| 2017 | Shikaku Tantei Higurashi Tabito                                                 | NTV      |                 |
| 2017 | Warotenka                                                                       | NHK      | Asadora         |

### Film
| Anno | Titolo                                                 | Note                     |
| ---- | ------------------------------------------------------ | ------------------------ |
| 2009 | Samurai Sentai Shinkenger The Movie: The Fateful War   | Ruolo principale         |
| 2010 | Samurai Sentai Shinkenger vs. Go-onger: GinmakuBang!!  | Ruolo principale         |
| 2010 | Samurai Sentai Shinkenger Returns                      | Ruolo principale         |
| 2011 | Tensou Sentai Goseiger vs. Shinkenger: Epic on Ginmaku | Ruolo principale         |
| 2011 | Antoki no Inochi                                       |                          |
| 2012 | Kyō, koi o hajimemasu                                  |                          |
| 2012 | Osama to Boku                                          |                          |
| 2012 | Until The Break Of Dawn                                |                          |
| 2013 | Gatchaman                                              |                          |
| 2014 | Fu-Zoku Changed My Life                                |                          |
| 2014 | Team Batista FINAL kerberos no shōzō                   |                          |
| 2015 | April Fools                                            |                          |
| 2015 | Mozu The Movie                                         |                          |
| 2015 | The Emperor in August                                  |                          |
| 2015 | Maestro!                                               |                          |
| 2015 | Paddington                                             | doppiaggio (Ben Whishaw) |
| 2015 | Piece of Cake                                          |                          |
| 2015 | Library Wars: The Last Mission                         |                          |
| 2016 | Jinsei no Yakusoku                                     |                          |
| 2016 | Sanada 10 Braves                                       |                          |
| 2016 | Himitsu – Top Secret                                   |                          |
| 2016 | Her Love Boils Bathwater                               |                          |
| 2016 | Death Note - Il film - Illumina il nuovo mondo         | Voce                     |
| 2017 | Kiseki: Sobito of That Day                             |                          |
| 2017 | Birds Without Names                                    |                          |
| 2017 | Yurigokoro                                             |                          |
| 2018 | Impossibility Defense                                  | Protagonista             |
| 2018 | Korō no Chi                                            |                          |
| 2021 | Kûhaku                                                 | Ruolo principale         |